# 람보르기니 우루스
람보르기니 우루스(Lamborghini Urus)는 람보르기니에서 2018년부터 생산 중인 SUV이다.

## 컨셉트 모델

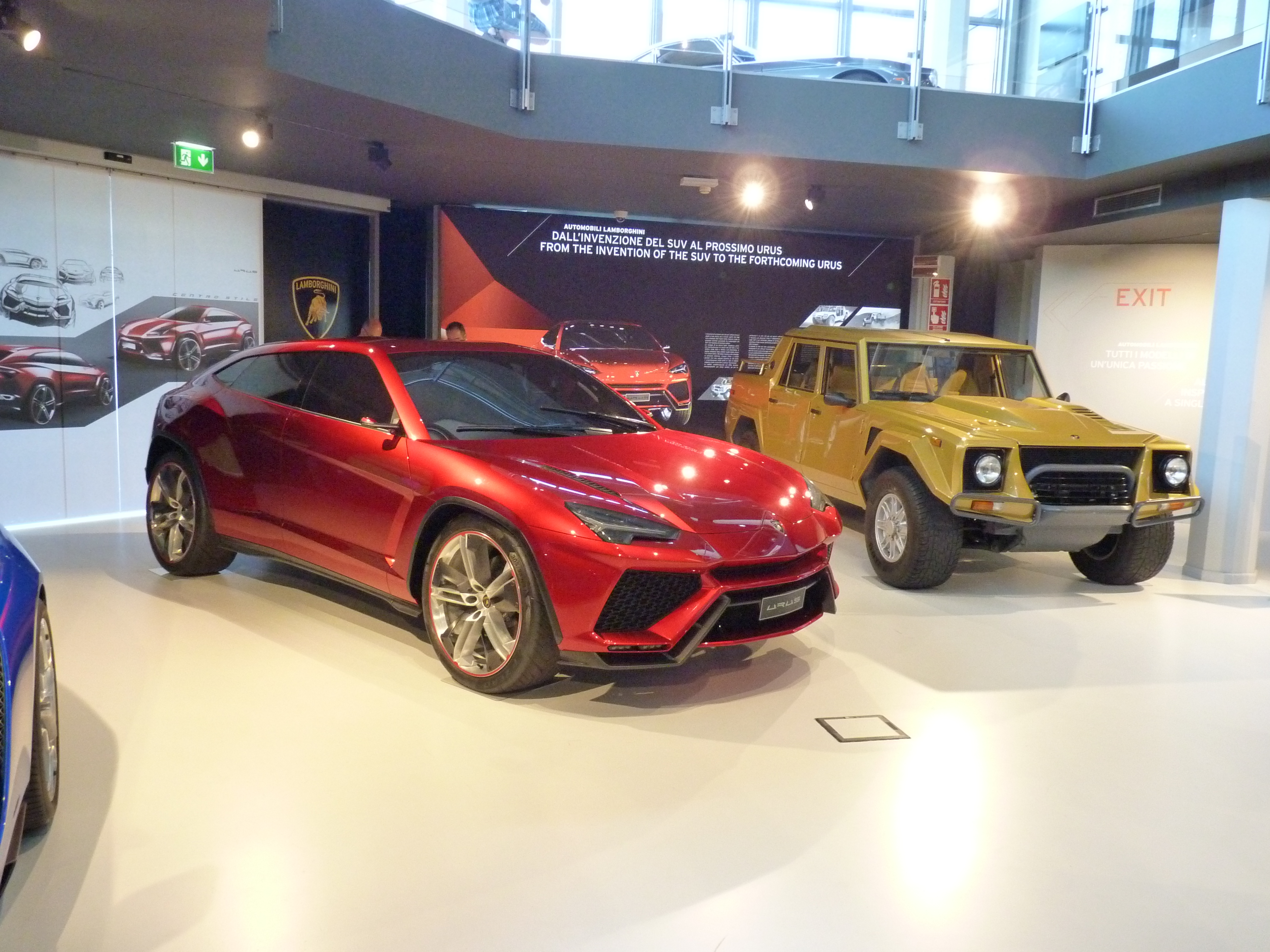

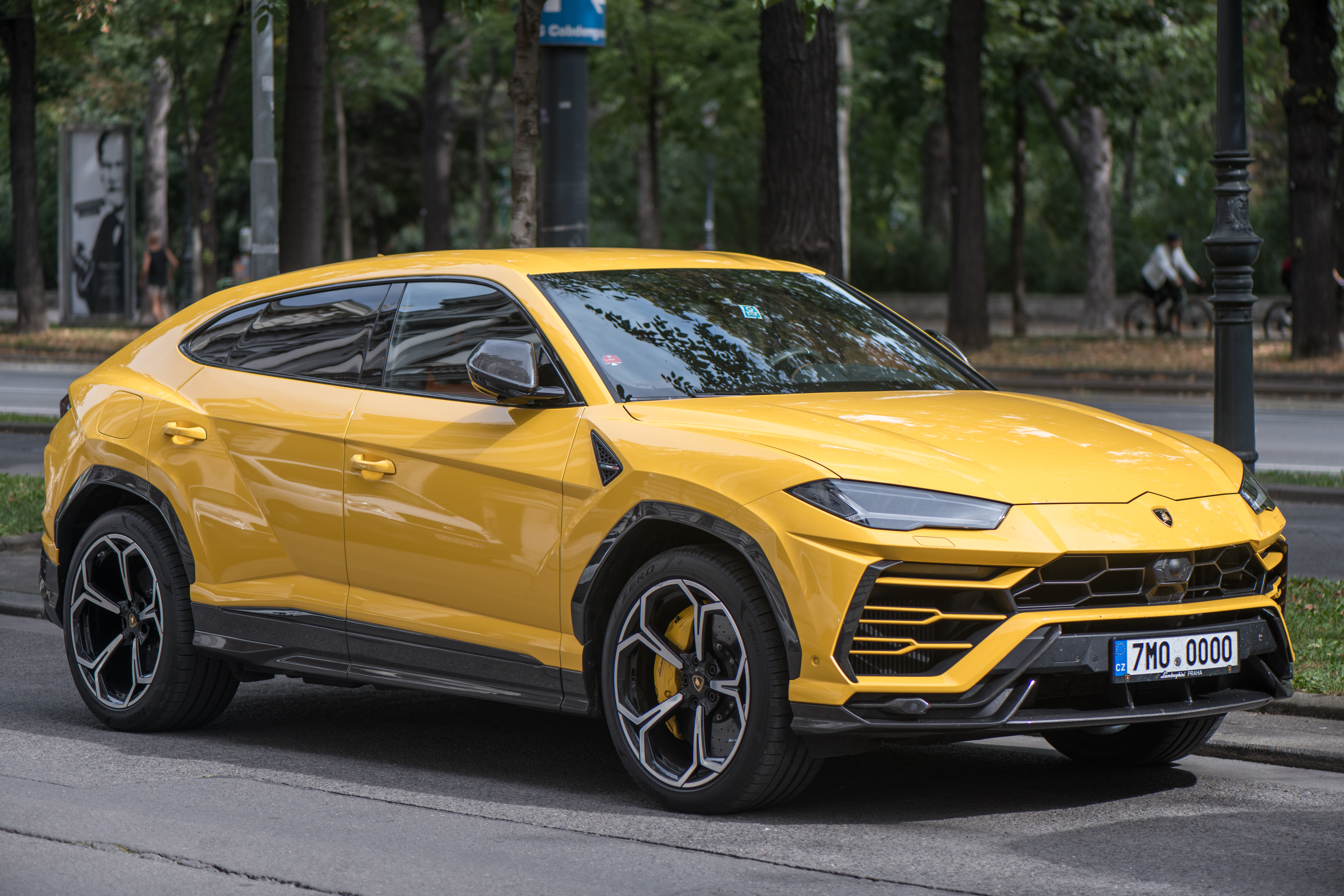
전방

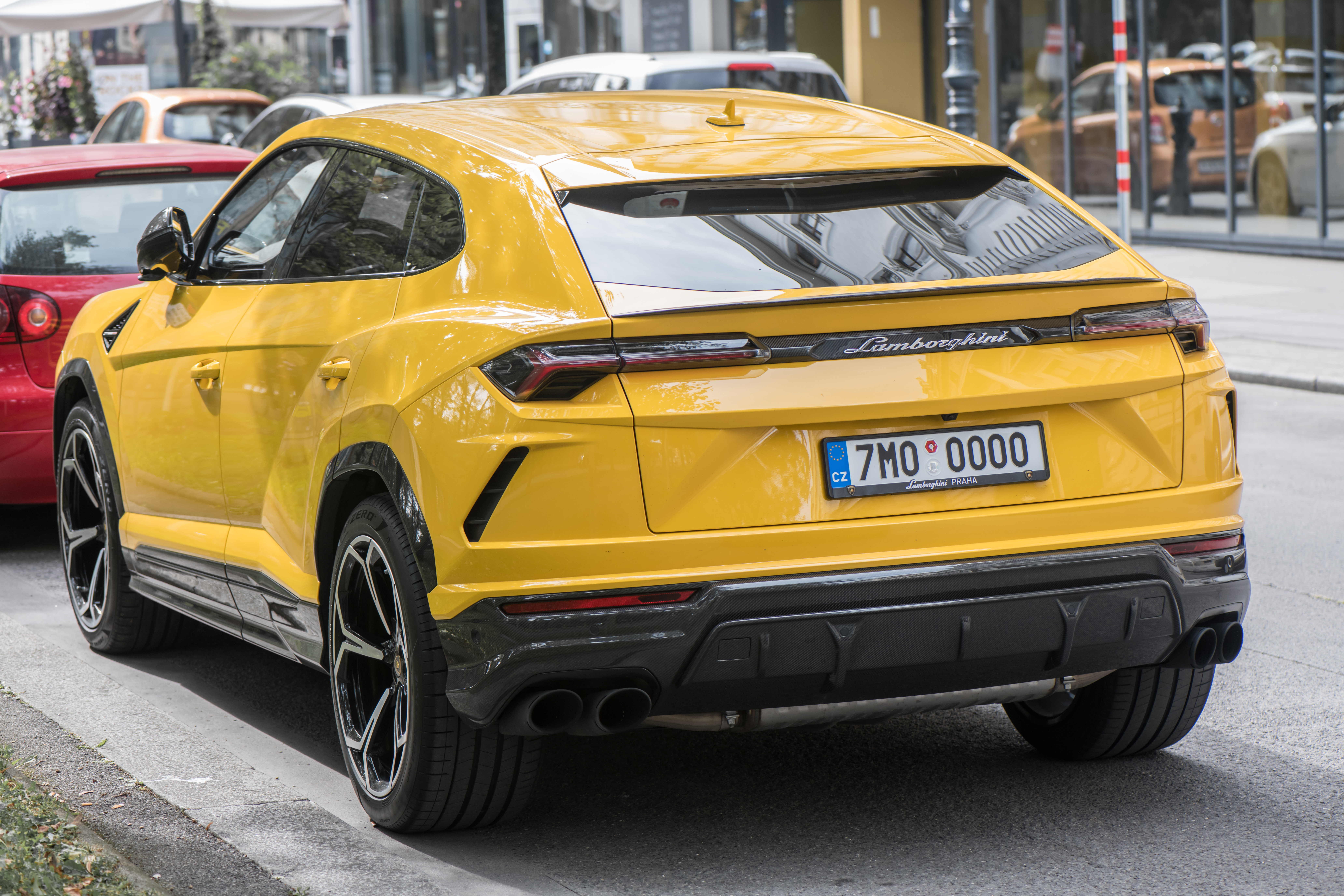
후방

람보르기니 우루스 컨셉은 2012년 4월 23일 2012 베이징 모터쇼에서 공개되었으며,2012년 Pebble Beach에서도 선보였다. 가야르도와 공유하는 5.2L V10 엔진으로 구동되는 이 엔진은 이론상 최대 출력 600 PS (592 hp; 441 kW)를 생성했으며 휠 드라이브 시스템. 우루스는 안정적인 차종 (예: 포르쉐 카이엔, 벤틀리 벤테이가 및 아우디 Q7)과 비교하여 탄소 배출량이 가장 낮은 것으로 보고되었다. 우루스는 브랜드의 다른 제품과 달리 완벽한 일상 드라이버로 생각되었다. SUV의 날렵한 외부 디자인은 회사의 V12 플래그십인 아벤타도르에서 큰 영향을 받았다. SUV의 양산형은 2017년에 소개되었으며 외관에 큰 변화가 있었고 컨셉과는 다른 파워트레인이 특징이다.

## 파워트레인
자연 흡기 V10 (컨셉트에 사용됨) 또는 V12 엔진이라는 람보르기니의 특징을 사용하지 않았다. 대신 아우디의 4.0L V8의 파생 버전인 650 PS (641 hp; 478 kW) 4.0L 트윈 터보차지 V8로 구동된다.엔진은 포르쉐 카이엔 및 파나메라는 물론 일부 아우디 S 및 RS 모델, A8, 벤틀리 컨디넨탈 V8 및 플라잉 스퍼 V8을 포함한 다른 VW 그룹 자동차에 적용되어 있다. 엔진은 우루스를 위해 대대적으로 재작업되었으며 새로운 실린더 헤드와 같은 변경 사항을 통해 카이엔 터보보다 100 PS (74 kW; 99 hp) 및 80 N·m (59 lbf·ft)의 토크가 향상되었다. 엔진은 헝가리의 폭스바겐 공장에서 조립되어 람보르기니의 조립 공장으로 배송된다. 우루스는 3.6초 만에 0에서 62 mph (100 km/h)까지 가속하고 190 mph (306 km/h)의 최고 속도에 도달하였다.

## 변형 차종

### 우루스 펄 캡슐

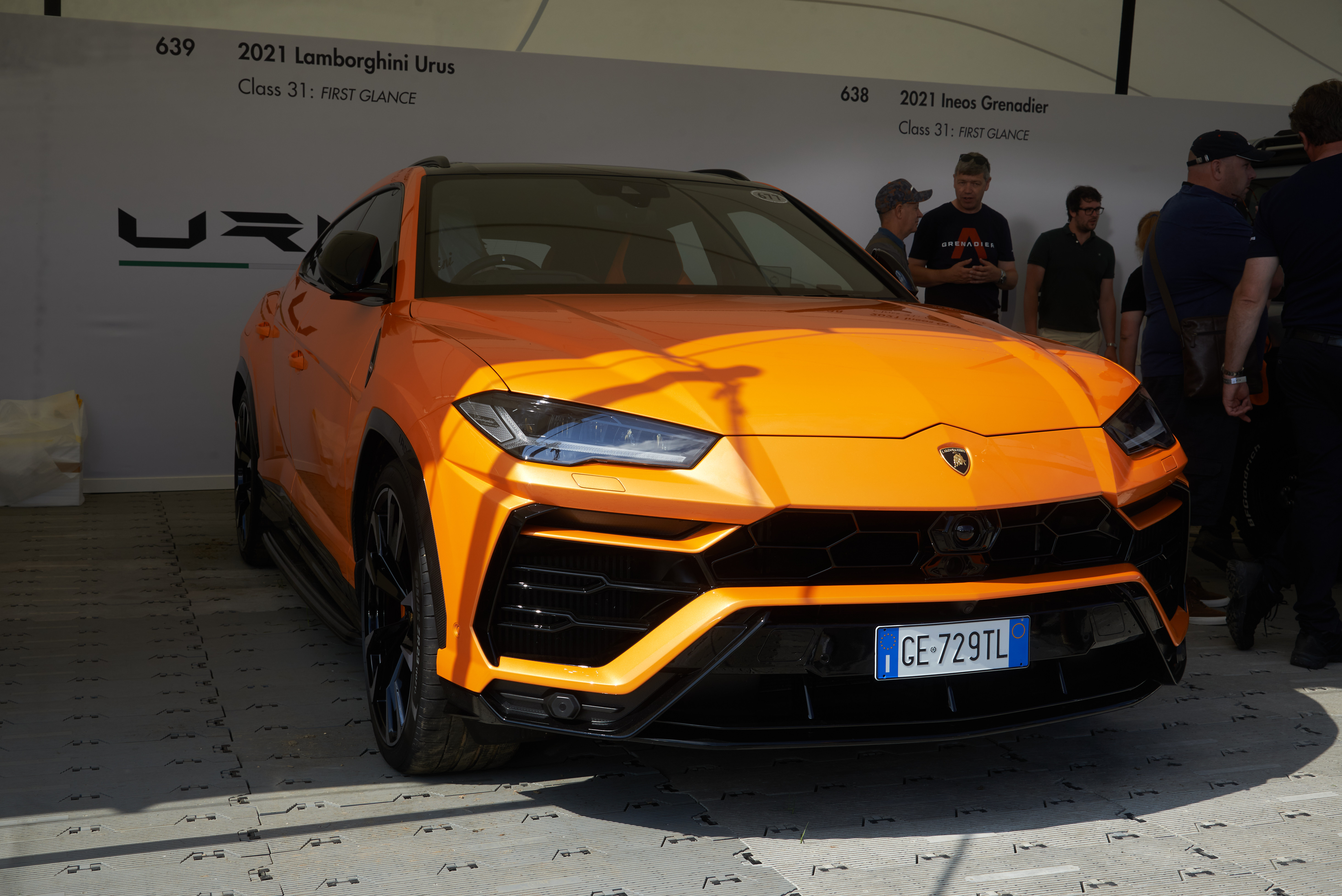
2021 굿우드 페스티벌 오브 스피드에서 람보르기니 우루스 펄 캡슐

표준형 우루스의 변형 모델이다. 우루스 펄 캡슐을 구매한 고객은 알칸타라 투톤 컬러부터 도색까지 옵션으로 최대한 커스터마이징할 수 있다. 람보르기니는 베르데 맨티스, 아란시오 보레알리스 및 지알로 인티의 세 가지 진주 페인트 옵션을 사용할 수 있다고 밝혔다. Black Gloss는 하부 범퍼, 로커 커버 및 루프를 도색하여 드라마틱한 투톤 효과를 연출하며 샤이니 블랙의 23인치 타위게테 알로이 휠은 선택한 색상 액센트와 일치하며 파워, 토크 등 우루스 펄 캡슐의 기술 사양도 기존 우루스와 동일하다.

### 우루스 ST-X
람보르기니의 스콰드라 코스 디비전에서 제작한 표준형 모델의 레이싱, 비거리법 변형으로 2018년 람보르기니 월드 파이널에서 공개되었다. FIA 규정을 충족하도록 설계된 양산형 ST-X는 전체 롤케이지, 화재 진압 시스템 및 FT3 연료 탱크를 갖추고 있다. 공기 흡입구는 4리터 트윈 터보 V8의 열 교환을 더 잘 최적화하기 위해 확대되었다. 출력과 토크는 동일한 641 hp (650 PS) 및 850 N·m (627 lb·ft)의 토크로 일반형 우루스와 동일하게 유지된다. 이 자동차는 육각형 레이싱 배기 장치와 Pirelli 타이어가 장착된 21인치 알로이 휠을 갖추고 있으며 일반 도로용 차량에 비해 25%의 무게 감소를 제공한다. 고객 인도는 2020년에 진행되었다.

## 리콜
2020년 12월 초, NHTSA는 4.0리터 트윈 터보 V8 엔진이 장착된 2019년 및 2020년형 우루스를 화재 위험으로 리콜했다. 높은 엔진실 온도로 인해 연료 라인 퀵 커넥터가 설계 작동 온도보다 높은 온도로 상승할 수 있기 때문이다. 이러한 상승된 온도로 인해 퀵 커넥트 재료가 부드러워져 연료 누출이 발생할 수 있다. 영향을 받는 모든 모델은 12월 18일부터 쇼룸에서 단종되었다.

## 생산 대수
2017년 12월 4일, 우루스는 람보르기니의 산타가타볼로녜세 본사에서 공개되어 LM002 이후 브랜드의 첫 번째 SUV가 되었다.생산은 2018년 2월에 시작되었으며 람보르기니는 생산 첫해에 1,000대, 2019년에 3,500대를 생산했다.그러나 람보르기니는 더 높은 수요를 충족시키기 위해 산타가타 볼로네제에 공장을 확장해야 했다. 2020년 7월에 회사는 우루스의 10,000번째 유닛을 발표했다.

## 경쟁 차종
기아
- 기아 소렌토
- 기아 스포티지 R

르노코리아
- 르노코리아 QM3
- 르노코리아 QM5
- 르노코리아 QM6
- 르노코리아 XM3

메르세데스-벤츠
- 메르세데스-벤츠 GLC

아우디
- 아우디 Q7
- 아우디 Q8

포르쉐
- 포르쉐 카이엔

현대자동차
- 현대 싼타페
- 현대 투싼

## 같이 보기
- 람보르기니 LM002
- 람보르기니 에스토크